# Llorens de Barutell i d'Erill
Llorenç de Barutell i d'Erill (Oix, la Garrotxa, 4 de gener de 1670 - 1704) fou baró d'Oix i de Bestracà i membre de l'Acadèmia dels Desconfiats de Barcelona.
Era fill d'Hug de Barutell i de Vilaseca i de Joana d'Erill Orcau i del Mayno. Aquesta darrera era filla d'Alfons d'Erill i Sentmenat, segon comte d'Erill, i de la milanesa Bàrbara del Mayno. A l'època en què fou fundada l'Acadèmia dels Desconfiats (1700) vivia a Perpinyà, si bé passava temporades a Barcelona a la seva casa senyorial de la plaça dels Peixos.
El CRAI Biblioteca de Fons Antic de la Universitat de Barcelona conserva una desena d'obres que van ser propietat de Barutell i d'Erill, al mateix temps que ofereix accés a la imatge del seu exlibris manuscrit, que identificava els llibres de la seva propietat.